# Rudolph Dirks

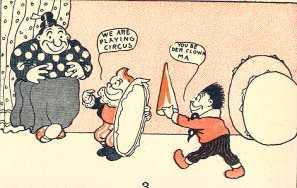
Viñeta de The Katzenjammer Kids de 1901.

Rudolph Dirks (Heide, Alemania, 26 de febrero de 1877-ciudad de Nueva York, 20 de abril de 1968) fue uno de los más tempranos artistas de historieta y de los más exitosos.

## Biografía
Dirks nació en Heide, Alemania hijo de Johannes y Margaretha Dirks. Cuando tenía siete años de edad, su padre, un tallista en madera, se trasladó con la familia a Chicago (Illinois). Su hermano mayor, Gus Dirks, se trasladó a la ciudad de Nueva York y encontró trabajo como dibujante. Rudolph pronto siguió el ejemplo de su hermano (Gus ayudó a su hermano con The Katzenjammer Kids durante los primeros años, hasta su suicidio en 1902). Tuvo varios trabajos como ilustrador, culminando con un empleo en el Journal de Nueva York, propiedad de William Randolph Hearst.
La guerra entablada entre el Journal y el World de Nueva York perteneciente a Joseph Pulitzer estaba en su apogeo. El World tuvo un enorme éxito con la tira dominical en color Down in Hogan's Alley, más conocida como The Yellow Kid, desde 1895. El editor de Dirks, Rudolph Block, le pidió que desarrollara una historieta dominical basada en el cuento cautelar de Wilhelm Busch titulado Max und Moritz. Dirks presentó sus esbozos, Block los llamó The Katzenjammer Kids, y la primera tira cómica apareció el 12 de diciembre de 1897.
Dirks dejó el Journal para participar en la Guerra Hispano-Norteamericana y en otras ocasiones. En 1912, pidió una ausencia de un año para recorrer Europa con su esposa. La petición le llevó a romper con el Journal. Después de una larga y tristemente famosa batalla legal, el tribunal federal determinó que Dirks tenía el derecho de seguir dibujando a sus personajes para una cadena de periódicos rival, pero que el Journal conservaba el derecho al título The Katzenjammer Kids. Dirks entonces empezó a dibujar una tira cómica titulada Hans and Fritz para el World, empezando en 1914. El sentimiento antialemán durante la Primera Guerra Mundial llevó a que la tira fuera rebautizada como The Captain and the Kids. El Journal eligió a H.H. Knerr para seguir con The Katzenjammer Kids, y él y sus sucesores han seguido con ella hasta la actualidad.
Como pasatiempo, Dirks produjo cuadros serios relacionados con la Escuela Ashcan. Como muchos otros colegas historietistas, fue un ávido golfista.
Dirks poco a poco pasó sus deberes como dibujante a su hijo John Dirks, quien asumió The Captain and the Kids en 1958. Dirks el Viejo falleció en la ciudad de Nueva York en 1968.

## Obra
El éxito de los Katzenjammer Kids se debió a algo más que meras circunstancias afortunadas. Dirks era un dibujante con mucho talento, con un soberbio sentido del lo oportuno y una colorida galería de diferentes personajes, incluyendo a Hans y Fritz, El Capitán, El Inspector y Mama. A mediados de los años cincuenta, se introdujo en la tira a un romántico estafador llamado Fineas Flub. (Personajes como Rollo nunca aparecieron en la versión de Dirks de la historieta.)
Dirks hizo sustanciales contribuciones al lenguaje cómico de las historietas. Aunque no fue el primero en usar paneles secuenciales o bocadillos, influyó en que fueran ampliamente adoptados. Popularizó igualmente iconos como líneas de velocidad, "ver las estrellas" para el dolor y "serrando un tronco" para roncar.

### Publicaciones
- Rudolph Dirks: The Katzenjammer Kids. (1908), Dover Publications, Nueva York 1974 (Repr.), ISBN 0-486-23005-8

## Para saber más
Hay artículos extensos sobre Rudolph Dirks en estos libros:
- Sheridan, Martin. Comics and Their Creators. Westport, Connecticut: Hyperion Press, 1977.
- Marschall, Richard. America's Great Comic-Strip Artists. Nueva York: Abbeville Press, 1989.